# Cronologia da glaciação
A Cronologia da glaciação são os eventos da glaciação da história da Terra. 
| nome                  | período (em milhares de anos) | período     |
| --------------------- | ----------------------------- | ----------- |
| Pós-Glacial           | 10 - presente                 | Holoceno    |
| Glaciação Würm        | 10 - 80                       | Pleistoceno |
| Glaciação Riss-Würm   | 80 - 140                      | Pleistoceno |
| Glaciação Riss        | 140 - 200                     | Pleistoceno |
| Glaciação Mindel-Riss | 200 - 450                     | Pleistoceno |
| Glaciação Mindel      | 450 - 580                     | Pleistoceno |
| Glaciação Günz-Mindel | 580 - 750                     | Pleistoceno |
| Glaciação de Günz     | 750 - 1.100                   | Pleistoceno |
| Glaciação Donau-Biber | 1.100 - 1.400                 | Plioceno    |
| Glaciação Donau       | 1.400 - 2.000                 | Plioceno    |

| Nome                                  | Período (Ma)  | Período                 | Era               |
| ------------------------------------- | ------------- | ----------------------- | ----------------- |
|                                       | 30 - presente | Neogeno                 | Cenozoico         |
| Karoo                                 | 360 - 260     | Carbonífero e Permiano  | Paleozoico        |
| Andeana-Saharana                      | 450 - 420     | Ordoviciano e Siluriano | Paleozoico        |
| Cryogeniana (ou Sturtiana-Varangiana) | 800 - 635     | Criogeniana             | Neoproterozoico   |
| Huroniana                             | 2100 - 2400   | Sideriano e Rhyaciano   | Paleoproterozoico |